# Mon cher petit village (téléfilm)
Pour les articles homonymes, voir Mon cher petit village (homonymie).
Pour plus de détails, voir Fiche technique et Distribution.
Mon cher petit village est un téléfilm franco-germano-suisse réalisé par Gabriel Le Bomin et diffusé en 9 janvier 2015 sur Arte.
C'est le deuxième volet du programme « Tandem », projet de création de fictions télévisées franco-allemande lancé par Arte en 2014, qui vise à combler le vide en la matière et à concurrencer à terme les productions nord-américaines. Le premier volet s'intéresse à l'énergie nucléaire, dans un thriller allemand, Le Jour de vérité, réalisé par Anna Justice.

## Synopsis
Antoine Degas, ingénieur nucléaire, doit convaincre le petit village de Saint-Lassou d'accueillir un site de stockage de déchets radioactifs. Problème : la maire de la commune, allemande, écologiste convaincue et propriétaire d'une ferme bio, s'oppose farouchement au projet.

## Fiche technique
| - Titre : Mon cher petit village - Titre à l'international : - Réalisation : Gabriel Le Bomin - Scénario : Éric Eider et Ivan Piettre - Image : Jean-Marie Dreujou - Montage : Bertrand Collard - Musique originale : Ivan Beck | - Production : Arte France, SWR, RTS-SRG SSR, Nelka Films, TV5 Monde, Kordes & Kordes films - Année de production : 2014 - Pays d'origine : France, Allemagne, Suisse - Langue : français - Durée : 88 minutes - Dates de sortie : - 9 janvier 2015 (France) |

## Distribution
- Laurent Stocker : Antoine Degas
- Katja Riemann : Anna Lagrange
- Éric Savin : Florian Lagrange
- Vicky Krieps : Élisabeth
- Philippe Duquesne : Gérard
- Claude Gensac : Adèle
- Aurélia Petit : Dr Sandrine Combat
- Talid Ariss : Alexis

## Tournage
Le tournage du téléfilm a eu lieu entre mai et juin 2014 à Saint-Sylvestre (Haute-Vienne), dans les monts d'Ambazac, secteur marqué par l'exploitation de l'uranium entre 1949 et la fin du XXe siècle.